# San Sebastián Huehuetenango
San Sebastián Huehuetenango è un comune del Guatemala facente parte del dipartimento di Huehuetenango.